# Blue Sky Airlines
Blue Sky Airlines, auch Blue Airways, war eine armenische Fluggesellschaft mit  Sitz in Jerewan und Basis auf dem Flughafen Jerewan.

## Geschichte
Die Blue Sky Airlines wurde 2003 in Armenien gegründet.

## Flotte
| Flugzeugtyp | Anzahl | Anmerkungen             | Sitzplätze |
| ----------- | ------ | ----------------------- | ---------- |
| B747-400    | 3      | Betrieben für Mahan Air |            |
| A310-300    | 1      |                         |            |
| Total       | 4      |                         |            |